# گئورگی دوبروولسکی
گئورگی دوبروولسکی (به انگلیسی: Georgy Dobrovolsky) فضانورد اهل اتحاد شوروی است که در ۱ ژوئن ۱۹۲۸ در اودسا زاده شد. وی در مأموریت سایوز ۱۱ حضور داشته‌است.